# بيدير جرام
بيدير جرام (بالدنماركية: Peder Gram)‏ هو موزع وملحن وعازف بيانو دنماركي، ولد في 25 نوفمبر 1881 في كوبنهاغن في الدنمارك، وتوفي بنفس المكان في 4 فبراير 1956.

## وصلات خارجية
- بيدير جرام على موقع ميوزك برينز (الإنجليزية)
- بيدير جرام على موقع أول ميوزيك (الإنجليزية)
- بيدير جرام على موقع ديسكوغز (الإنجليزية)